# Xuxa
Xuxa ([šuša]), vlastním jménem Maria da Graça Meneghel (* 27. března 1963 Santa Rosa) je brazilská herečka, zpěvačka, modelka a televizní moderátorka. Pochází z rodiny italských přistěhovalců, její otec byl voják z povolání. Od patnácti let působila v modelingu, pracovala pro agenturu Ford Models a časopis Playboy. V roce 1982 debutovala jako herečka ve filmu Amor Estranho Amor. Od roku 1983 uváděla na stanici Rede Manchete dětský pořad Clube da Criança a od roku 1986 Xou de Xuxa na Rede Globo. Její stejnojmenné album bylo nejprodávanější v Latinské Americe: prodalo se dva a půl milionu kopií. Natočila dvacet hraných filmů zaměřených převážně na dětské publikum, vystupovala v pořadech Xuxa Park, Mundo da Xuxa a TV Xuxa. Značný mediální ohlas měly rovněž její milostné vztahy s fotbalistou Pelém, závodníkem F1 Ayrtonem Sennou a hercem Lucianem Szafirem, s nímž má dceru Sashu (* 1998). Podniká v oblasti nemovitostí a vlastní produkční firmu Xuxa Produções. Patří k nejbohatším lidem v Brazílii, její majetek se odhaduje na miliardu dolarů. Věnuje se také dobročinným aktivitám, angažuje se pro dostupnější vzdělání a proti násilí na dětech, je nazývána Rainha dos Baixinhos (Královna dětí). V roce 1992 získala Prêmio da Música Brasileira a v letech 2002 a 2003 Latin Grammy Award.